# Альберт Панценгаген
Альберт Панценгаґен (нім. Albert Panzenhagen; 19 травня 1899, Штеттін — 6 серпня 1982, Зеегайм-Югенгайм) — німецький офіцер, оберст-лейтенант вермахту. Кавалер Лицарського хреста Залізного хреста.

## Нагороди
- Залізний хрест 2-го класу
- Нагрудний знак «За поранення» в чорному
- Почесний хрест ветерана війни з мечами
- Медаль «За вислугу років у Вермахті» 4-го класу (4 роки)
- Застібка до Залізного хреста 2-го класу
- Залізний хрест 1-го класу (18 червня 1941)
- Срібна медаль «За військову доблесть» (Італія) (21 лютого 1942)
- Лицарський хрест Залізного хреста (2 жовтня 1942) —як оберст-лейтенант і командир 361-го панцергренадерського полку.
- Медаль «За італо-німецьку кампанію в Африці» (Італія)